# Byttneria curtisii
Byttneria curtisii är en malvaväxtart som beskrevs av Oliver. Byttneria curtisii ingår i släktet Byttneria och familjen malvaväxter. Inga underarter finns listade i Catalogue of Life.